# Marco Fantuzzi da Bologna
Marco Fantuzzi (Bologna, 1405 circa – Piacenza, 1479) è stato un religioso italiano.

## Biografia
Religioso dei frati minori osservanti, fu discepolo di Bernardino da Siena, divenendo poi vicario generale del proprio ordine. 

## Culto
Fu beatificato da papa Pio IX nel 1868.
Il suo elogio si legge nel Martirologio romano al 10 aprile: